# Käthe Loewenthal

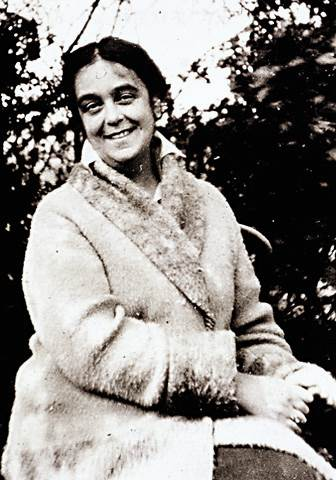
Käthe Loewenthal, vor 1920

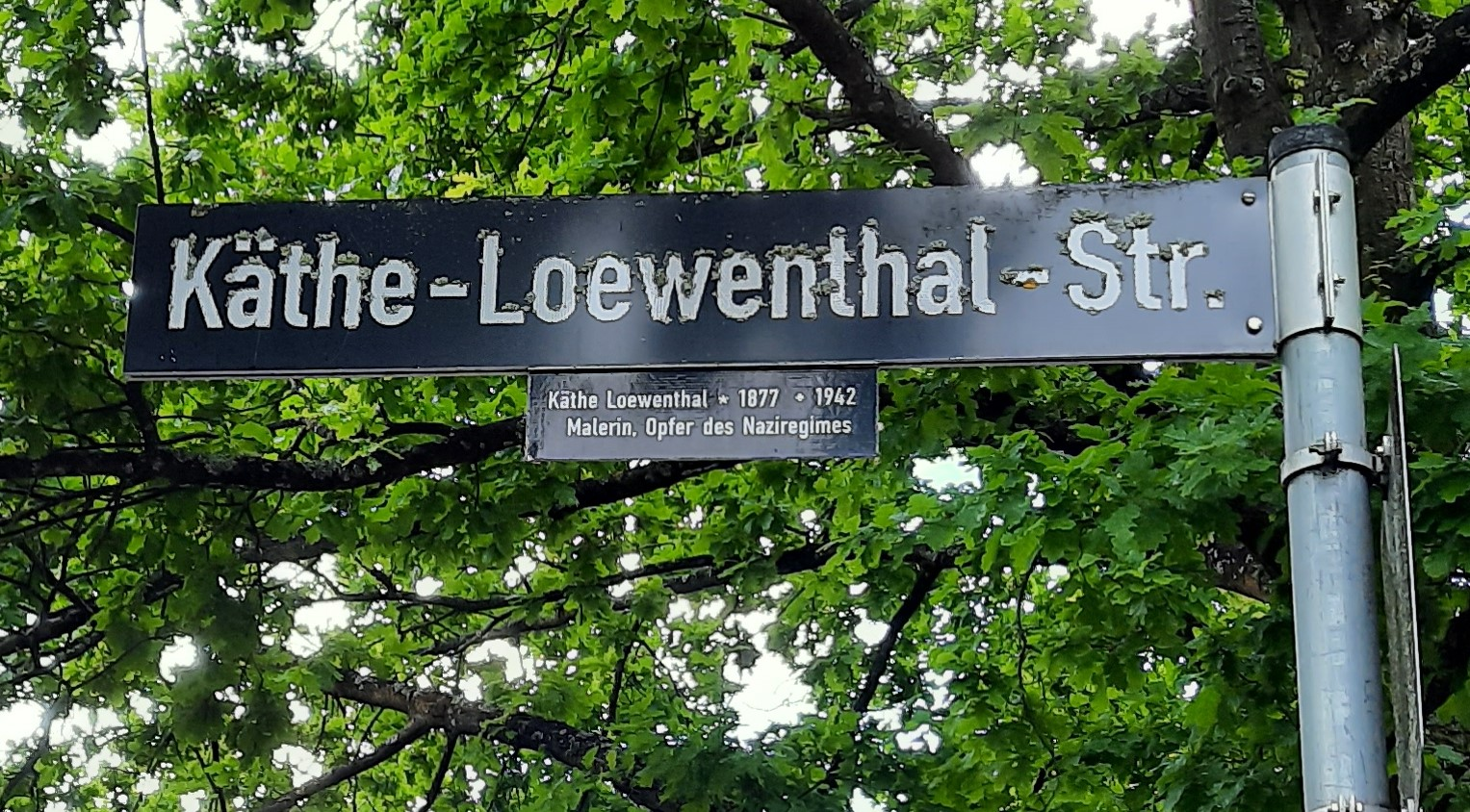
Straßenschild in Stuttgart-Riedenberg seit 1991

Käthchen Frida Rosa Loewenthal (* 25. März 1878 in Berlin; † 26. April 1942 im Ghetto Izbica) war eine deutsche Malerin der Moderne. Sie ist ein Opfer des NS-Regimes (Holocaust). Ihre Schwester, die Malerin Susanne Ritscher, überlebte das Regime.

## Leben

### Jugend
Käthe Loewenthal wurde als älteste von fünf Töchtern in Berlin geboren. Ihre Eltern waren der Augenarzt, Hygieniker und Universitätsprofessor Wilhelm Loewenthal (1850–1894) und seine Frau Clara (1852–1929), die Tochter der Hamburger Kaufmannsfamilie Löwenthal war. Die Malerin Susanne Ritscher war ihre Schwester. Die Familie lebte in Genf, Lausanne, Paris, Belgrano (Argentinien) und Berlin, wo der Vater an den jeweiligen Universitäten arbeitete. 1890 übersiedelte die Familie nach Bern. Als sie 1891 wieder nach Berlin zurückzog, weigerte sich die dreizehnjährige Käthe, deren Eltern jüdischer Abstammung waren, und bat eine befreundete evangelische Pfarrersfamilie, bei ihnen wohnen zu dürfen. Der Umgang mit der Pfarrersfamilie motivierte sie, sich taufen und konfirmieren zu lassen. Loewenthal kehrte 1894 nach Berlin zurück, besuchte die Höhere Schule und machte dort 1895 ihren Abschluss.

### Künstlerische Ausbildung und Beruf Malerin
Schon während der Schulzeit zeigte sich ihr künstlerisches Talent. Erste erhaltene Bilder von Käthe Loewenthal sind mit 1891 datiert. Während der Zeit in Bern lernte sie vermutlich die Werke des Malers Ferdinand Hodler kennen.

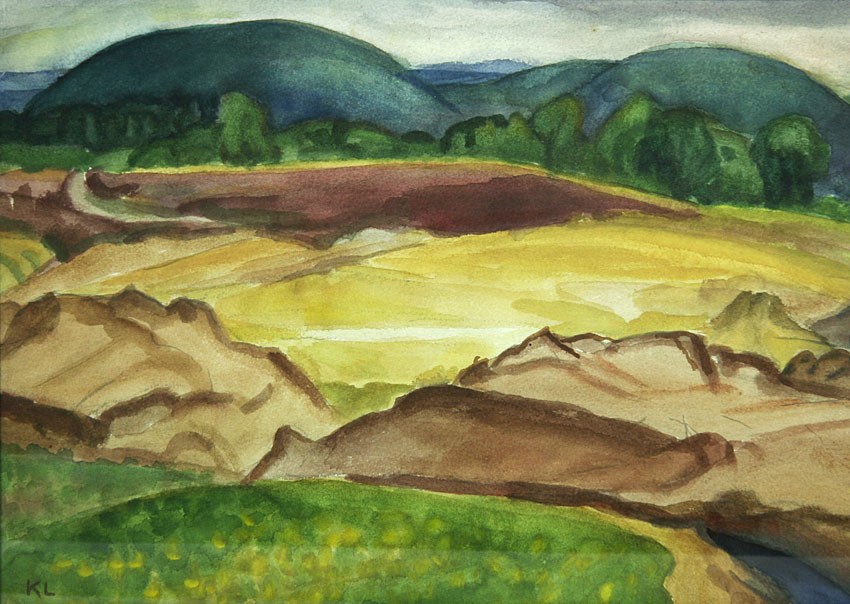
Berner Voralpenlandschaft, 1910

Von 1895 bis 1897 nahm Loewenthal bei Ferdinand Hodler Unterricht. Außerdem unternahm sie mehrere Studienreisen ins Ausland. In Paris lernte sie den Maler Leo von König kennen. Im September 1900 nahm sie Unterricht in der von Hans Müller-Brauel nach dem Muster von Worpswede gegründeten, vor allem von Frauen besuchten Malschule Zeven beim Heidemaler Wilhelm Feldmann. 1902 unternahm sie mit ihrer Schwester Susanne, die ebenfalls Malerin wurde, eine Reise nach Italien. Im selben Jahr begann die Freundschaft mit der Malerin Erna Raabe von Holzhausen. Bei Leo von König, der in Berlin eine private Malschule gegründet hatte, beschäftigte sich Loewenthal von 1903 bis 1904 systematisch mit Porträt- und Aktstudien nach dem weiblichen und männlichen Modell. Schon früh signierte Loewenthal ihre Bilder mit K L.

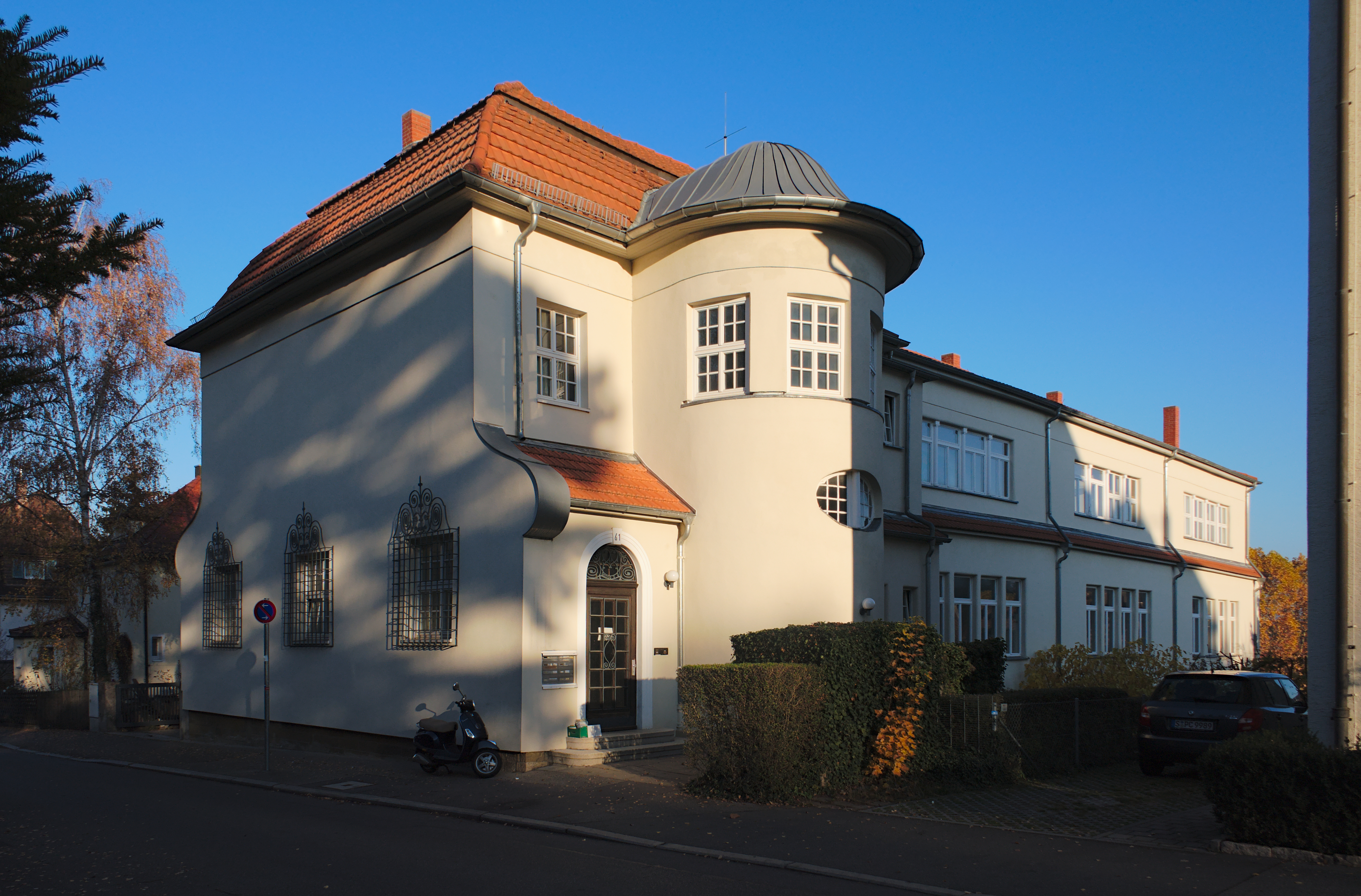
1914 bezog Käthe Loewenthal ein Atelier in der Ameisenbergstraße 61, Stuttgart

Um 1904/1905 arbeitete sie als freischaffende Künstlerin im eigenen Atelier in München, wurde außerordentliches Mitglied und nach einem Jahr ordentliches Mitglied im Münchner Künstlerinnenverein (Mitgliedschaft 1905–1916). Hauptmotive dieser Jahre waren Landschaftsbilder des Berner Oberlandes, das sie in zahlreichen Reisen besuchte. 1909 zog sie von München nach Tübingen, dann nach Stuttgart, wo sie Mitglied im Württembergischen Malerinnenverein (1909–1912 und 1928–1931) wurde und in dessen Haus eine Atelierwohnung bezog. Auch im Frauenkunstverband war sie Mitglied von 1915 bis 1927 und schließlich im Stuttgarter Künstlerbund.

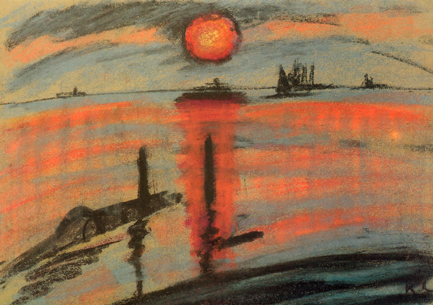
Sonnenuntergang auf Hiddensee, 1920er Jahre

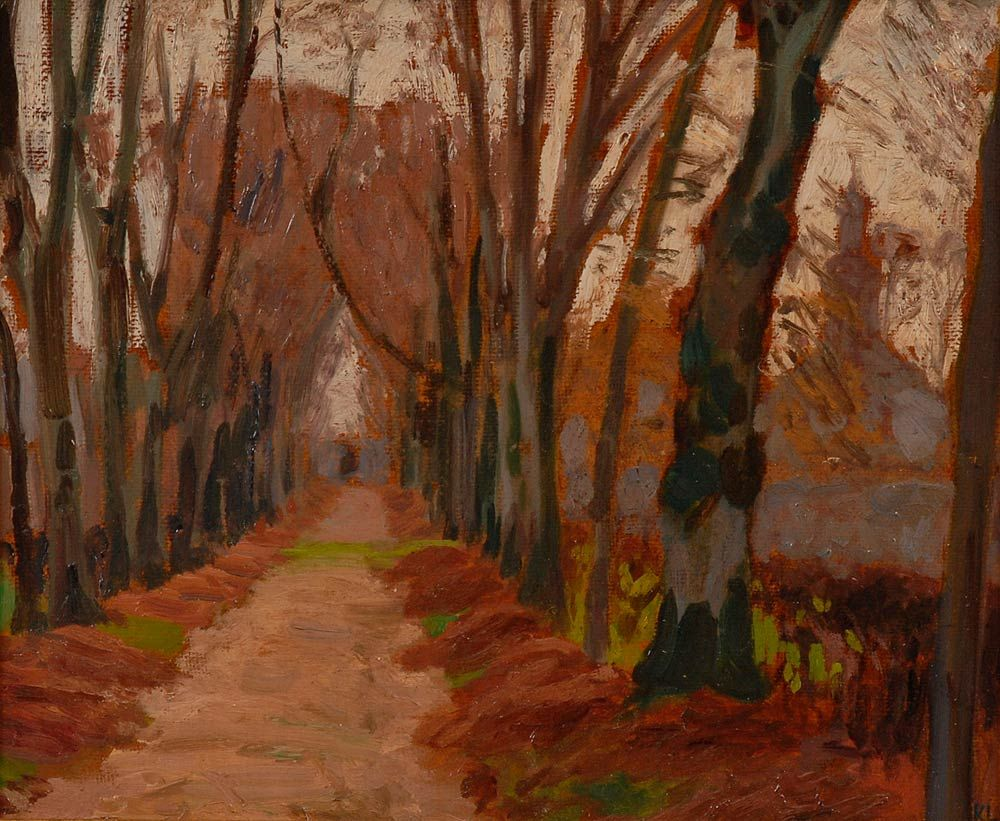
Weg durch den Wald, zwischen 1920 und 1925

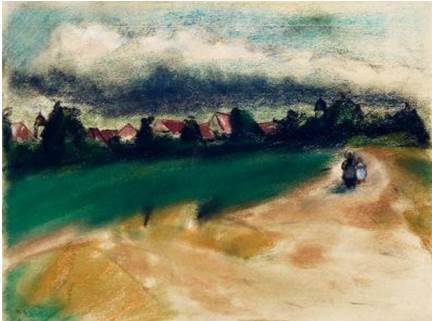
Kinder, ca. 1924

1910 nahm sie ein akademisches Studium an der Königlich Württembergischen Kunstschule in Stuttgart auf, und zwar in der von Adolf Hölzel geleiteten „Damenmalklasse“. Neben Porträts entstanden Landschaftsbilder, die den Schwarzwald, die Schwäbische Alb, das Neckartal und den Taunus zum Gegenstand hatten. Man vermutet auf Grund der überlieferten religionsphilosophischen Schriften und der Gedichte Loewenthals, dass sie in Stuttgart Kontakt mit den Anthroposophen aufnahm und eventuell auch Mitglied der Christengemeinschaft war.
1912 hatte ihre Schwester Susanne eine Fischerhaushälfte in Vitte auf Hiddensee erworben. Käthe Loewenthal besuchte Hiddensee bis 1935 regelmäßig im Sommer und malte eine Vielzahl von Bildern, die das Meer, die Küste und die Landschaft von Hiddensee zum Gegenstand hatten. Sie gehörte auch zum Kreis um Henni Lehmann und zum Hiddensoer Künstlerinnenbund.
Nach dem Studienabschluss 1914 wurde ihr von der Stadt Stuttgart eine Atelierwohnung in der Ameisenbergstraße 61 zugewiesen. Von 1914 bis 1934 arbeitete sie dort als freischaffende Malerin und verdiente ihren Lebensunterhalt vor allem mit dem Malen von Porträts. Sie war mit ihren Arbeiten auf zahlreichen Ausstellungen vertreten, so auch bei Ausstellungen der Stuttgarter Sezession und im Münchner Glaspalast.

### Im Nationalsozialismus
Der Hiddensoer Künstlerinnenbund wurde 1933 aufgelöst. Auf Grund ihrer jüdischen Abstammung erhielt Käthe Loewenthal ab 1934 Malverbot. Das bedeutete, dass sie zum Beispiel keine Leinwand oder Farbe kaufen, an keiner Ausstellung teilnehmen und keine Bilder verkaufen konnte. Ihr städtisches Atelier wurde gekündigt und sie selbst aus dem Württembergischen Malerinnenverein, dem Stuttgarter Künstlerbund und der Stuttgarter Sezession ausgeschlossen. Die „Gleichschaltung“ aller Künstlervereine bedeutete, dass sie sich bei der Reichskammer der bildenden Künste bewerben mussten und dafür unter anderem die Mitgliederlisten vorlegen mussten. Mitglieder mit jüdischem Stammbaum waren nicht mehr zugelassen. Damit wurde die Existenz von Käthe Loewenthal als freiberufliche Malerin abrupt beendet. Zwischen 1935 und 1941 unternahm sie noch Reisen in die Schweiz nach Grindelwald im Berner Oberland. Obwohl man Loewenthal 1935 nahelegte, in der Schweiz zu bleiben, ging sie auf Bitten ihrer kranken Freundin Erna Raabe zurück nach Deutschland und pflegte sie bis zu deren Tod 1938. Das Leben wurde für sie immer schwieriger, heimlich wurde sie von einigen Menschen unterstützt, u. a. von der Stuttgarter Künstlerfamilie Donndorf und ihrer ehemaligen Putzfrau Marie Nothdurft.
Ihre Bilder konnte Loewenthal – wie auch die verfemten Maler Willi Baumeister und Oskar Schlemmer – 1934 beim Malermeister Albrecht Kämmerer, einem Verwandten von Willi Baumeister, einlagern. Allerdings wurde das Magazingebäude mit dem gesamten Inhalt 1943 durch einen Bombenangriff zerstört. Daher sind die meisten ihrer Bilder, vor allem großformatige Ölgemälde, nicht mehr vorhanden. Ungefähr 250 Pastelle, Aquarelle und Handzeichnungen von Käthe Loewenthal sind noch erhalten. Eine sogenannte Testament-Mappe, die Loewenthal persönlich zusammengestellt hatte, mit religionsphilosophischen Texten, Briefen und Fotos von Gemälden der Künstlerin konnte vom Sohn der Familie Nothdurft gerettet und bei Familie Donndorf untergebracht werden.
1941 wurde ihre Wohnung in der Ameisenbergstraße 32 gekündigt und sie musste in eine sogenannte Judenwohnung nach Stuttgart-Kaltental umziehen. Im Februar 1942 wurde Käthe Loewenthal in ein Sammellager, das ehemalige jüdische Altersheim in Weißenstein im Landkreis Göppingen, umgesiedelt. Im Dezember 1942 musste sich Käthe Loewenthal, wie zahlreiche Stuttgarter und Württemberger Juden, auf dem Stuttgarter Killesberg einfinden. Von dort wurde sie in das besetzte Polen deportiert und im Durchgangslager Izbica bei Lublin ermordet. Ihre Schwester Agnes Schaefer (geb. 1882 in Berlin) beendete ihr Leben in den Bergen Griechenlands. Ihre Schwester Susanne Ritscher (1886–1975) überlebte als einzige der Familie den Holocaust.

### Restitutionsfall
Durch das Provenienzforschungsprojekt von Kai Artinger im Kunstmuseum Stuttgart konnte er im Falle des Bildes Spargel-Stillleben nachweisen, dass das Bild der Künstlerin „NS-verfolgungsbedingt“ entzogen wurde. Die Erben konnten ermittelt werden, haben sich jedoch entschlossen, das Bild im Kunstmuseum Stuttgart zu belassen.

## Ehrungen

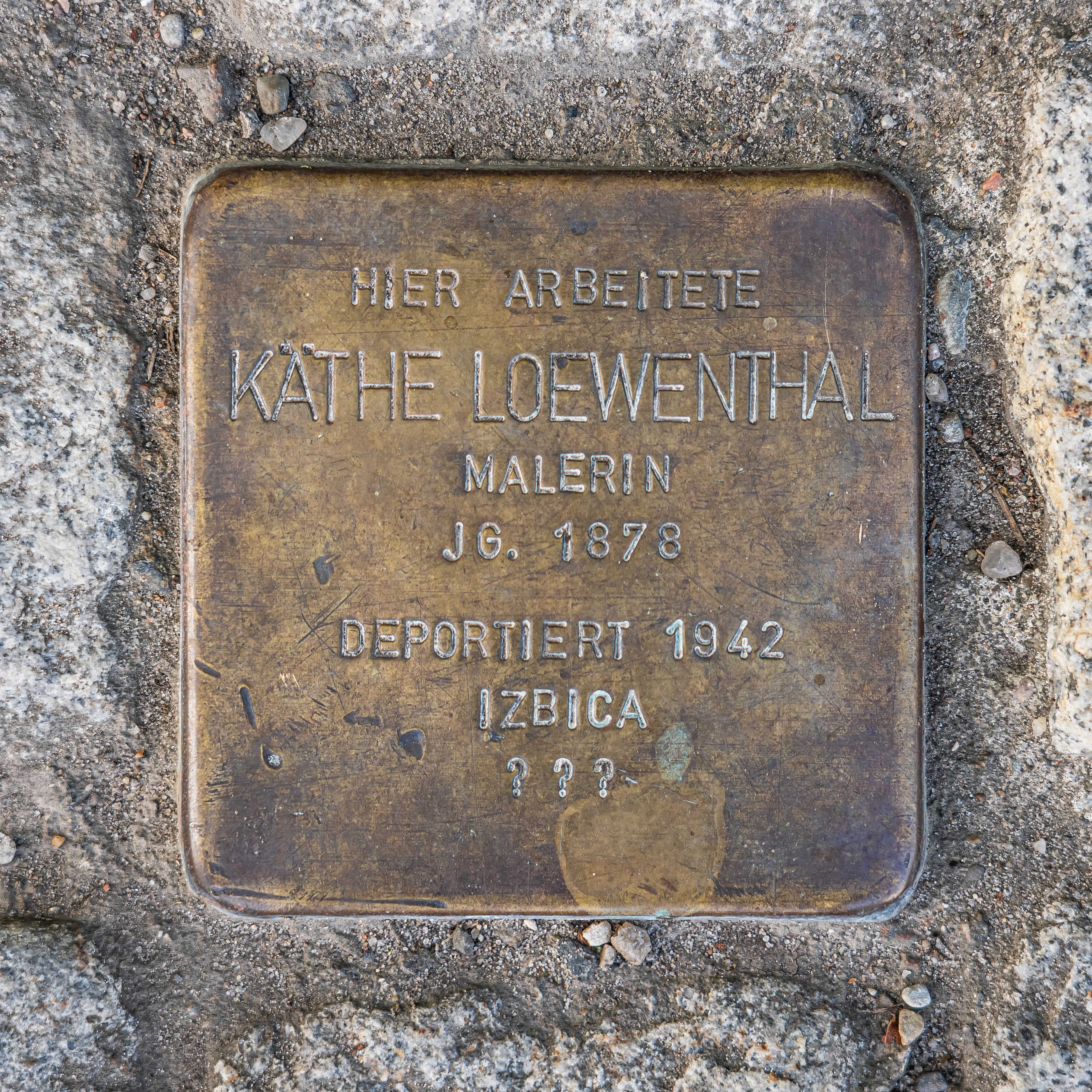
Vitte/Hiddensee: Stolperstein für Käthe Loewenthal

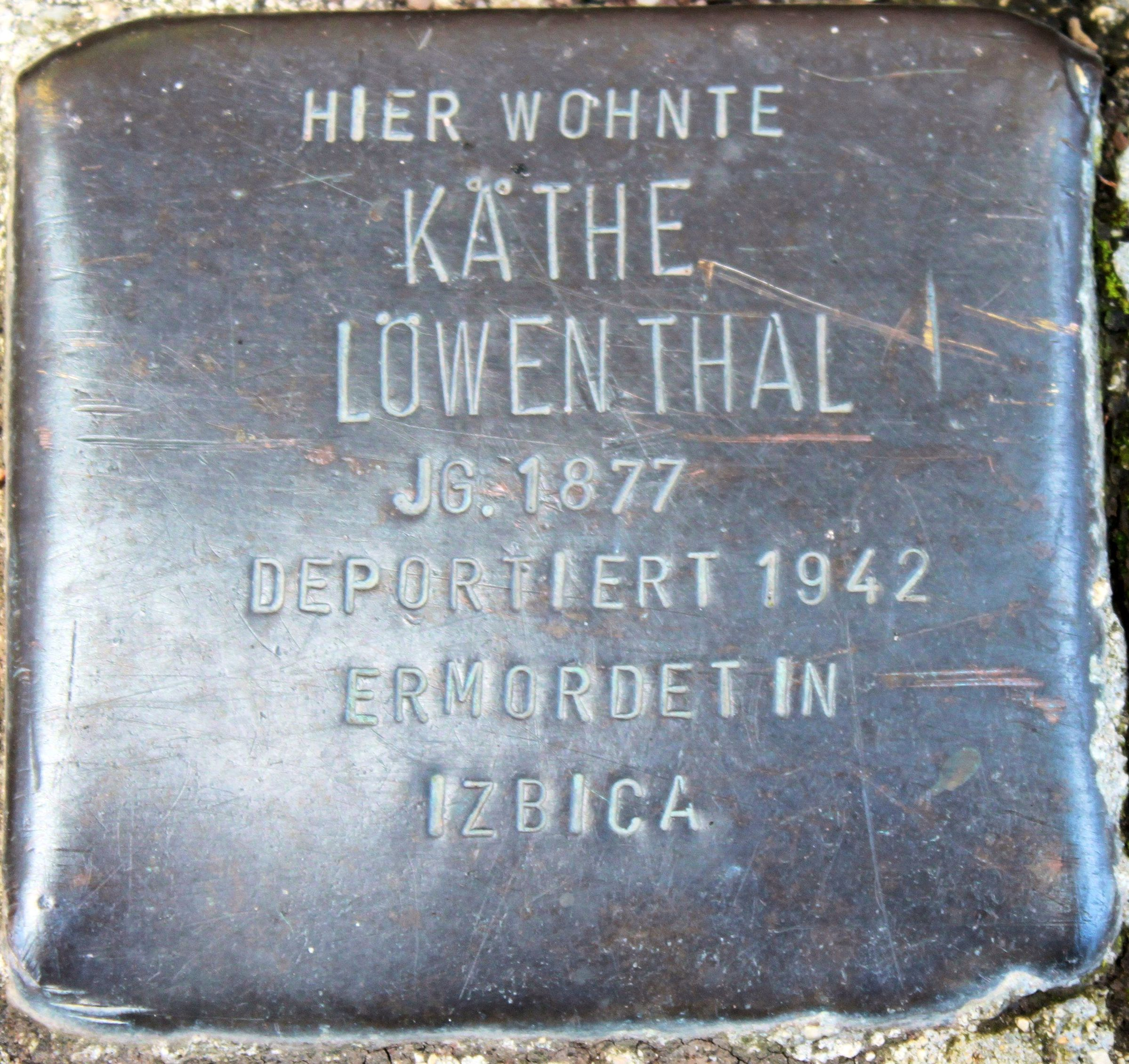
Stolperstein für Käthe Loewenthal in Stuttgart, Ameisenbergstraße 32

An Käthe Loewenthal erinnern in Vitte auf Hiddensee und in Stuttgart Stolpersteine.
Ein Seniorenwohnstift in Fürth trägt den Namen von Käthe Loewenthal. Im Stadtteil Stuttgart-Riedenberg ist eine Straße nach Käthe Loewenthal benannt.

## Darstellung Käthe Loewenthals in der bildenden Kunst
- Elisabeth Büchsel: Porträt Käthe Loewenthal (undatiert, Mischtechnik auf Papier, 25 × 19 cm)[14]

## Ausstellungen (Auswahl)
Käthe Loewental war zu Lebzeiten regelmäßig bei relevanten Ausstellungen moderner Malerei vor allem in Süddeutschland vertreten: Posthum gab und gibt es eine Vielzahl von Einzelausstellungen und Gruppenausstellungen.
Zu Lebzeiten
- 1909 Permanente Ausstellung, Kunsthalle Bremen.
- 1914 Ausstellung des Verbandes der Kunstfreunde in den Ländern am Rhein, Königliches Kunstgebäude Stuttgart.
- 1915 Frauenkunstverband, Württembergischer Kunstverein Stuttgart.
- 1915 Ausstellung zu Gunsten württembergischer Künstler, Stuttgart.
- 1924–1932 jährliche Ausstellungen der Stuttgarter Sezession, Kunstgebäude Stuttgart
- 1925 Kunsthaus Schaller, Stuttgart.
- 1925 Große Schwäbische Kunstschau des Stuttgarter Künstlerbundes.
- 1927 Frauenkunstverband, Stuttgart.
- 1927 Jubiläumsausstellung des Württembergischen Kunstvereins Stuttgart.
- 1930 Deutscher Künstlerbund, Stuttgart.
- 1931 Sammelausstellung (Münchner Neue Sezession & Stuttgarter Sezession), Glaspalast, München

Posthum
- 1947 Stuttgarter Sezession, Künstlerhaus Sonnenhalde, Stuttgart.
- 1976 Zeichner im Südwestdeutschen Raum, Staatsgalerie Stuttgart.
- 1981 und 1985 Käthe Loewenthal, Neue Münchner Galerie, München.
- 1987 Stuttgarter Sezession, Städtische Galerie Böblingen / Galerie Schlichtenmaier, Grafenau.
- 1989 Käthe Loewenthal. Meer und Berge. Pastelle, Städtische Sammlungen Fürth.
- 1989 Stuttgart im Zweiten Weltkrieg, Galerie unterm Turm, Stuttgart.
- 1990 Käthe Loewenthal. 1877–1942, Rathaus Winnenden.
- 1990 Gruppenausstellung, Galerie Zehntscheuer, Böblingen.
- 1992 Käthe Loewenthal. Landschaften, Ignaz-Günther-Haus, Münchner Stadtmuseum.
- 1993 Käthe Loewenthal (1878–1942) Ölbilder, Pastelle, Zeichnungen, Das Verborgene Museum, Berlin.
- 1993 Käthe Loewenthal (1878–1942) Ölbilder, Pastelle, Zeichnungen, Rathaus Moormerland, Warsingsfehn.
- 1994 Käthe Loewenthal, Königin-Christinen-Haus, Städtische Galerie, Zeven.
- 1994 Malerei des Expressiven Realismus: Käthe Loewenthal 1878–1942, Galerie Joseph Hierling, München.
- 1995 Käthe Loewenthal, Haus Ortlohn, Iserlohn.
- 1996 Käthe Loewenthal. Eine Malerin des Expressiven Realismus. Gebirgs- und Seelandschaften, Stadtmuseum Borken.
- 1998 Museum, Kloster Hiddensee.
- 1998 Käthe Loewenthal (1878–1942). Ein Lebenswerk, GEDOK-Galerie Stuttgart, Kulturhistorisches Museum Stralsund, Heimatmuseum Hiddensee.
- 1999 Käthe Loewenthal, Stadthalle Germering.
- 2000 Käthe Loewenthal – Bäume, Hochschule für Sozialwesen und VHS Esslingen am Neckar.
- 2001 Künstler reisen anders, Sammelausstellung der Städtischen Galerie Böblingen.
- 2001 Käthe Loewenthal (1878–1942) Hiddensee, Heimatmuseum der Insel Hiddensee, Kloster Hiddensee.
- 2001 Bilder von Käthe Loewenthal, Christophorusschule Hamburg
- 2002 Die Malerin Käthe Loewenthal und ihre 4 Schwestern. Jüdische Schicksale in Deutschland, Kulturfabrik Schöneiche bei Berlin.
- 2002 Käthe Loewenthal – Landschaften, Dokumentations- und Informationszentrum Emslandlager (DIZ), Papenburg.
- 2002 Käthe Loewenthal (1878–1942). Eine deutsche jüdisch-christliche Biographie; Versöhnungskirche in der KZ-Gedenkstätte Dachau.
- 2002–2005 Käthe Loewenthal (1878–1942) Gedächtnissausstellung, KVD-Galerie Dachau
- 2003 Käthe Loewenthal. Bilderausstellung, Waldorfschule Hamburg
- 2006 Ausstellung zur Eröffnung der neuen Synagoge der israelitischen Kultusgemeinde Pforzheim
- 2010 Die Malerin Käthe Loewenthal und ihre Schwestern. Drei deutsch-jüdische Schicksale, Felix-Nussbaum-Haus, Osnabrück.[18]
- 2011 Sommergäste von Arp bis Werefkin. Moderne in Mecklenburg und Pommern, Staatliches Museum Schwerin.
- 2011 Was bleibt...., eine Ausstellung mit Landschaftsbildern der Malerin Käthe Loewenthal (1878–1942), Kunstkreisgalerie Rhauderfehn, Landkreis Leer.
- 2011 Käthe Loewenthal – eine jüdische Malerin, Städtische Kunstgalerie Pforzheim.
- 2012 Sommergäste, Museo Comunale d´Arte Moderna, Ascona
- 2012 Käthe Loewenthal (1878–1942), Fundacja Judaica – Centrum Kultury Żydowskiej Krakau
- 2012 Verfemt – Verfolgt, Städtische Kunstsammlung Murrhardt
- 2012 Käthe Loewenthal (1878–1942), Stiftung Internationale Jugendbegegnungsstätte Auschwitz-Oswiecim
- 2012 Jubiläumsausstellung der Städtischen Galerie Böblingen
- 2013 Wieder im Licht – geehrt, ausgegrenzt, wiederentdeckt, Inselgalerie Berlin
- 2014 Die Malerin Käthe Loewenthal und ihre Schwestern, Moses-Mendelsohn-Akademie, Halberstadt
- 2015 Die Klasse der Damen – Künstlerinnen erobern sich die Moderne, Städtische Galerie Böblingen
- 2016 Käthe Loewenthal – Landschaften, Kunstverein Oerlinghausen
- 2016/17 Reif für die Insel, Industriemuseum Henrichenburg / Textilwerk Bocholt.
- 2016/17 Drei Künstlerinnen: Käthe Loewenthal und ihre Schwestern, Zentrum für verfolgte Künste, Solingen[19]
- 2018 Drei Künstlerinnen: Käthe Loewenthal und ihre Schwestern, Jakob-Kemenate Braunschweig / Kemenate Hagenbrücke / Augustinum Braunschweig / Bankhaus Löbbecke
- 2019/20 Kunst und/oder Politik – Der Hiddensoer Künstlerinnenbund, Heimatmuseum Hiddensee
- 2019 Künstlerinnen auf Hiddensee – damals und heute, Galerie am Torbogen, Hiddensee

## Werke (Auswahl)
In öffentlichem Besitz sind folgende Bilder von Käthe Loewenthal:
Galerie Stadt Sindelfingen
- Gebirgslandschaft (Berner Oberland), Pastellkreiden auf Papier, 1925. Galerie Stadt Sindelfingen

Städtische Galerie Böblingen
- Alpenhütte im Berner Oberland, Pastellkreiden auf Papier, ohne Jahr (um 1925). Städtische Galerie Böblingen.

Kunstmuseum Stuttgart
- Spargel-Stillleben, Öl auf Hartfaser, 1941. Kunstmuseum Stuttgart (früher: Galerie der Stadt Stuttgart)
- Vom Meer I, ohne Jahr, Kreide auf Papier.
- Vom Meer II, ohne Jahr, Kreide auf Papier.
- Vom Meer II, ohne Jahr, Kreide auf Papier.
- Allee, ohne Jahr, Kreide auf Papier.
- Gebirgslandschaft, ohne Jahr, Kreide auf Papier.

Graphische Sammlung der Staatsgalerie Stuttgart
- Berglandschaft, ohne Jahr, Pastellkreide auf weißem Papier mit vorgedrucktem Rahmen. Graphische Sammlung der Staatsgalerie Stuttgart.
- Landschaft mit Telegraphenstangen und Stein, ohne Jahr, Pastellkreide auf Papier.
- Landschaft mit Schafherde, ohne Jahr, Feder und Tusche auf weißem Transparentpapier.
- Hügellandschaft mit Baumgruppe, ohne Jahr, Pastellkreide auf hellgrauem Papier.
- Mutter und Kind in Landschaft, ohne Jahr, Bleistift auf Transparentpapier.
- Landschaft mit grünem Vordergrund, ohne Jahr, Pastellkreide auf hellgrauem Papier.
- Landschaft mit schwarzem Berg, ohne Jahr, Kohle auf Papier.
- Winterlandschaft mit schwarzem Berg, ohne Jahr, Pastellkreide auf weißlichem Papier.
- Landschaft mit Brücke, ohne Jahr, Pastellkreide auf hellgrauem Papier.
- Treppengasse mit Menschengruppe, ohne Jahr, Kohle auf gelblichem Papier.
- Waldweg, ohne Jahr, Pastellkreide auf weißlichem Papier.
- Winterlandschaft mit Berg (Niesen), ohne Jahr, Pastellkreide auf weißlichem Papier.
- Haus mit Baum, ohne Jahr, Kohle auf weißlichem Papier.
- Landschaft mit Bauernhäusern und Niesen, ohne Jahr, Pastellkreide auf gelblichem Papier.
- Neuendorf auf Hiddensee, ohne Jahr, Pastellkreide auf weißlichem Bütten.
- Landschaft mit Berg, ohne Jahr, Pastellkreide auf grauem Bütten.
- Vom Meer, ohne Jahr, Pastellkreide auf ockerfarbenem Papier an weißes Transparentpapier angehängt.
- Landschaft mit Alpenkette (Berner Oberland mit Mönch, Eiger und Jungfrau), ohne Jahr, Pastellkreide auf hellgrauem Papier.
- Platz mit militärischen Aufmärschen, ohne Jahr, Pastellkreide auf hellgrauem Papier.
- Festplatz, ohne Jahr, Pastellkreide auf graumeliertem Papier.
- Marktplatz, ohne Jahr, Pastellkreide auf bräunlichem Papier.
- Straße mit Gartenmauer, ohne Jahr, Pastellkreide auf bräunlichem Papier.
- Berner Oberland, um 1924/26, Pastellkreide auf bräunlichem Papier.

Auch das Museum Kißlegg besaß mindestens ein Bild von Käthe Loewenthal. Allerdings musste das Museum 2004 schließen und der Verbleib des oder der Werke ist unklar.
Werke in der Kunstsammlung des Bundes Bildender Künstlerinnen Württembergs e. V.
- Abend im württembergischen Schwarzwald, ohne Jahr, Pastellkreide auf Papier.
- Ansicht von Kloster Lorch, ohne Jahr, Pastellkreide auf Papier.
- Ostsee, ohne Jahr, Aquarell auf Papier.
- Hackenbildungen des Meeres, ohne Jahr, Lithographie auf gebräuntem Papier.

Werke mit unbekanntem Verbleib
Über Ausstellungskataloge konnten Bilder ermittelt werden, die Käthe Loewenthal geschaffen hatte, deren Verbleib jedoch unbekannt ist. Sie sind entweder beim Bombenangriff auf das Depot von Albrecht Kämmerer vernichtet worden oder befinden sich in Privatbesitz an unbekanntem Ort.
- Permanente Ausstellung Kunsthalle Bremen 1909: Bärhotel; Grüne Äpfel; Kaffeetisch; Bildnis Schäfer in grüner Jacke.
- Ausstellung des Verbandes der Kunstfreunde in den Ländern am Rhein in Stuttgart 1914: Bildnis eines 93jährigen; Fabrik; Steinbruch.
- Ausstellung des Frauenkunstverbandes in Stuttgart 1915: Porträt eines Mannes (mit gelber Weste vor grünem Grund)
- Ausstellung zu Gunsten württembergischer Künstler in Stuttgart 1915: Stillleben; Tübinger Schloss; Kleiner Soldat; Fernsicht.
- Stuttgarter Sezession 1924: Der Niesen.
- Große schwäbische Kunstschau 1925: Bildnis des Lektors an der Universität Hamburg V. v. K.
- Stuttgarter Secession 1926: Pfarrherr; Sonnenblumen.
- Stuttgarter und Berliner Sezession 1927: Hornfisch und Lachse; Hiddensee, Wellen; Hornfische; Hiddensee, Norderende.
- Frauenkunstverband 1927: Spätherbst.
- Jubiläumsausstellung des Württembergischen Kunstvereins Stuttgart 1927: Susanna die Keusche.
- Badische Secession und Stuttgarter Secession 1928: Meer; Schwarzwaldbahn, Vorfrühling.
- Stuttgarter Secession und Münchner Neue Secession 1929: Hornaale; Bücklinge, Flundern und Landbrot.
- Deutsche Künstlerbund 1930: Fische.
- Münchner Neue Sezession 1931: Hornaale, Insel Hiddensee; Hornaale, Heringe, Scholle; Dorsch und Flundern.
- Stuttgarter Secession 1932: Winter, Stuttgart Uhlandshöhe; Winter, Stuttgart-Ostheim; Winter, Schwäbische Alb; Winter; Winter, Alpenaussicht; Winter, Wald.
- Stuttgarter Secession 1947: Schwertfische.

## Filme
- wocomoCULTURE: Film: Verwehte Spuren – Schicksal der Malerin Käthe Loewenthal, ZDF (1996) auf YouTube, 15. März 2017 (Buch, Regie: Christiane Hein, Kamera: Christian Lehmann; 36:44 Min.).
- Käthe Loewenthal (1877–1942) – Eine Malerin des „Expressiven Realismus“ und der „Verschollenen Generation“. Eine Dokumentation über Leben und Werk der Künstlerin Käthe Loewenthal mit der Zeitzeugin und Nichte Ingeborg Leuchs im Gespräch mit Wolf Ritscher. Ein Film von Wolf Ritscher (Hrsg.) im Auftrag des Vereins Lebenswerk Käthe Loewenthal e. V., 2004 (44 Min.)  in der Deutschen Digitalen Bibliothek